# 林希翎
林希翎（1935年—2009年9月21日）女，原名程海果，生于上海，是中国少数未获改正的右派分子之一。

## 生平

### 早年经历
父亲程逸品，原是东北流亡学生，后入北京大学，是语言学家，通英语、日语、世界语。母亲林静枝，浙江温岭人。抗日战争爆发后，林希翎随父母去温岭外婆家。父亲在税务局任职，1948年弃家出走，后在台湾大学任职员。
1949年中国人民解放军占领温岭，当时在温岭中学念高中的林希翎报名参军，在中国人民解放军内任文书，后调入干部部组织科。因父亲的历史不清，林希翎在部队没能入团入党。
1953年，时为排级干部的林希翎作为调干生被部队保送到中国人民大学法律系读书。在中国人民大学，她是科研小组成员，对社会科学十分感兴趣。一次李希凡、蓝翎等应邀赴中国人民大学作关于《红楼梦》的报告，林希翎在报告会上就经济学家吴大琨教授的一篇论文发言，对吴大琨所持的因有资本主义经济萌芽，才有林黛玉、贾宝玉等人追求自由和爱情的观点提出了反对意见，受到蓝翎的支持。
在批判胡风反革命集团的大潮中，林希翎认为胡风并不构成反革命集团，只是文艺思想问题，但又认为林默涵（时任中宣部文艺处处长）、李希凡、蓝翎在现实主义创作方法的问题上同胡风是一致的，他们世界观本身均存在矛盾。1954年，林希翎就此撰写了文章，其中点明了林默涵、李希凡、蓝翎的观点与胡风一致，结果稿子被《文艺报》压了1年多未能发表。该文章被《文艺报》直接送林默涵审阅，此后《文艺报》编辑部告诉林希翎文章可以发表，但不要在文章中点出林默涵、李希凡、蓝翎的名字。该文后来以《试论巴尔扎克与托尔斯泰的世界观与创作方法的矛盾》为题于1955年发表在《文艺报》上，林希翎叫印刷厂将文章的署名改为“林希翎”，即间接点出了林默涵、李希凡、蓝翎的名字。此后，笔名“林希翎”成了她常用的新名字。
后来中国人民大学校长吴玉章在颐和园中专门找了一个地方供她写作。

### 维权风波
中国新民主主义青年团中央同中国作家协会联合召开全国青年创作会议，林希翎参加了评论组。
1956年，因为对苏联《共产党人》杂志就文学创作中的典型问题刊发的文章持有不同意见，林希翎撰写了《试论文学创作中的典型与党性问题——与〈共产党人〉编辑部文章商榷》，在交付中国人民大学科研部打印时，遭到科研部一位亲苏干部曹某的拒绝和批评。林希翎乃致信校长吴玉章（时任中苏友好协会会长），吴玉章决定将该文打印分发给该校各部门及校外有关单位。1956年6月13日，《中国青年报》发表了曹某化名“究真”撰写的《灵魂深处长着脓疮———记青年作家林希翎》一文，并配发了丑化林希翎的漫画，文章攻击林希翎，并称其因崇拜李希凡、蓝翎而改名为“林希翎”。
中国新民主主义青年團中央第一書記胡耀邦看到该文后，令秘书召来《中国青年报》总编辑张黎群进行批评。中国人民大学校长吴玉章、副校长聂真也说要对该文进行追查。为此，1956年，胡耀邦还约林希翎来自己家里进行了4个多小时的谈话。林希翎自此结识了胡耀邦的秘书曹治雄，后来曹治雄和林希翎恋爱，并成了她的未婚夫。当时正逢学校即将放暑假，胡耀邦让林希翎任《中国青年报》特约记者，同总编室主任陈棣以及崔同华考察西北地区，写些报告供罗毅参加下次团代会时参考。林希翎乃赴陕西、甘肃考察，见到农村党支部书记包办婚姻，干部走后门买火车票等现象。在考察甘肃玉门油矿期间，她发现这里的上海支边工人经常罢工逃跑，因为中共干部当初许诺给他们的待遇没有实现。她还发现该油矿的先进典型——女子测量队为充当典型弄虚作假，女队员们十分痛苦。林希翎帮女队员们起草了致胡耀邦的信，并请全体女队员签名，最后回到北京替她们将信交给了胡耀邦，还写了《如此爱护女子测量队》一文，刊于《中国青年报》。胡耀邦将信转交石油工业部部长李聚奎，李聚奎随即解散了女子测量队，队员全都保送到西安石油学院学习。此外，林希翎回到北京后还写了《喜相逢》一文，配有丁聪的漫画，刊于1956年12月9日的《人民日报》，为了该文章，《人民日报》总编辑邓拓还找林希翎谈话。
后来，《中国青年报》发表了光群的读者来信《批评应该实事求是与人为善》，批评了究真的文章。《中国青年报》编辑部还于1956年7月10日发表检讨，8月4日发表《事实与教训——关于“林希翎事件”的调查报告》，称究真的文章失实，向林希翎道歉并认错。
林希翎不满曹某的诽谤行为未被追究，乃按照法律文书的形式撰写了《一个青年公民的控诉》，经聂真批准打印分发调查小组、学联、妇联等单位。林希翎自己还打印了100多份四处寄发。1956年底，林希翎到中南海上訪，受到中共中央辦公廳秘書室负责人王文等人的接见。

### 右派生涯
中共中央号召开展整风运动后，1957年5月23日，北京大学学生会组织了关于胡风问题的辩论会。当时为中国人民大学法律系四年级学生的林希翎正应其在部队时的战友、时为北京大学中文系调干生的刘秉彝的邀请，来北京大学看大字报，遂顺便到该辩论会会场旁听。会议主持者当场要林希翎讲话，林希翎遂发表讲话，从法律角度分析认为“胡风反革命集团”证据不足，并说“毛主席的话又不是金科玉律”，还认为苏联和中国均尚未建成“真正的社会主义”，表示“真正的社会主义”包括社会主义的公有制、社会主义民主制、健全的社会主义法制。《人民日報》随即将有关情况通过5月23日的「內參」上報，劉少奇就此批示：
|  | 極右分子。請公安部門注意。 |

自此次讲话开始，1957年5月和6月间，在整风运动中，林希翎先后在中国人民大学和北京大学共进行了六次公开演讲，发表了“共产党内的官僚主义、主观主义、宗派主义很严重”等言论。她还在同胡耀邦的秘书曹治雄约会时，通过曹治雄获得了赫鲁晓夫的秘密报告全文，并在公开演讲中披露报告的内容。
1957年6月20日，《人民日报》发表新华社长篇通讯《毒草识别记——中国人民大学学生驳倒了林希翎的谬论和谎言》，点名批判林希翎。
新华社专稿　毒草识别记——中国人民大学学生驳倒了林希翎的谬论和谎言

（新华社记者　郑伯亚　丁宝芳）
受骗者的觉醒
“一杯有颜色的毒水我决不会喝，然而一杯看来是清亮而无颜色的毒水，我却喝下去了！”
这是一个受了右派分子的反社会主义言论欺骗的大学生的话。他叫洪有仲，是中国人民大学历史系的学生。就在十天前，他还是肆无忌惮地到处散布右派言论的本校法律系四年级学生程海果（又名林希翎）的狂热的支持者。
一个热心探求真理的青年，当他一旦发现过去误认为真理的东西原来只是一杯无色的毒水，而真理真正开始在他的面前发出耀目的光彩时，他该是多么沉痛，又是多么欣喜呀！
记者将要在这篇报道中叙述的是：最近一个多月来发生在中国人民大学里的一场尖锐的反右派分子的大论战。卷入这场论战的不仅有中国人民大学六千多学生，首都二十多个高等学校的学生也先后派了代表参加。
在几天以前——24日、25日举行的有六千多学生参加的一次辩论会上，林希翎的反动言论，包括她的政治观点，为论证她的观点而捏造、歪曲或夸大的几十件所谓的“事实”，以及为了煽动人心而使用的各种诡辩和手法，都被彻底摧毁了。
你只要跑到中国人民大学去看看那些墨汁犹新的大字报，你就会知道，这场论战是多么激烈，而它给青年们又是多么深刻的教育！
第一阵歪风
让我们回到一个多月以前——5月23日的晚间，林希翎在北京大学的露天讲台上，第一次公开发表了她的煽动性的演讲。
她说：“胡风的意见基本上是正确的。党现在提出的百花齐放、百家争鸣，同胡风所提的基本一致。”
“真正的社会主义是很民主的，但我们这里是不民主的，我把这个社会叫做在封建主义基础上产生的社会主义。”
“我们不要以为共产党用整风的办法，采取改良主义的办法，向人民让点步就够了。”“人民群众不是阿斗。真正要解决问题，只有靠人民群众行动起来。”
当时，会场上议论纷纭，许多学生愤慨地要求她停止讲话，退出讲台。但同时也有人支持她，要她讲下去。他们说：“这里是自由讲坛，不愿听的可以走开。”
林希翎的这些谬论，象从斜刺里吹来的一股冷飕飕的风，立刻引起了北京大学、中国人民大学学生们的注意。
全部货色
为了让林希翎充分阐述她的论点，中国人民大学学生会组织了自由论坛。从5月底到6月初，林希翎连续进行了好几次演讲，搬出了她的全部政治观点和理论。
她以社会主义捍卫者和热心帮助党整风的姿态出现，认为：“三害”的根源应从现存的社会制度方面去寻找。
她罗列了社会生活中的某些现象，如干部听报告、看文件分等级，有的机关给干部发家俱也分等级，她把这称为等级制度，说它已深入到生活的各个方面。她又硬说人事制度里反映着明显的宗派主义。她说这些具体制度组成了总的制度，现存社会制度本身产生了“三害”。从而，她提出了我国上层建筑的某些部分和公有制经济基础不相适应的论点。她因为不能从理论上说明社会主义产生“三害”，就别有用心地说苏联和中国的社会生产力都很低，这两个国家都还没有消灭阶级差别，特别是这两个国家都实行无产阶级专政；并且引用恩格斯所说一国不能建成社会主义的理论，和列宁所说社会主义就是消灭阶级的那句话，得出今天的中国和苏联都不是社会主义的结论。她声言要追求“真正的社会主义”，主张用爆破手段改革现有的社会制度。还声明说“我不赞成改良主义”，而要“彻底变革”。
她污蔑中国共产党是由一大批“混蛋”，和一批思想僵化而不起作用的人，以及极少数真正的布尔什维克组成。她认为：对“混蛋”应该清洗出去，对不起作用的党员，应该动员他们退党，党员入党要有70％的群众通过，如果50％的群众同意，可以罢免党员。
她根据一些所谓“事实”来“证明”肃反扩大化。她以所谓“梁质华事件”为例，说北大同学梁质华，在解放前反蒋反美，曾被国民党逮捕了十次，解放后反而遭到政府陷害。说法院把梁放在狱中的死刑房内，逼他自杀，灌辣椒水，最后因为他没有罪名无法判刑，硬说他有精神病而送进精神病院电疗。她说：“这是很惨害人的，这件事一直到现在还未处理好，梁质华还在德胜门外精神病院里。”
她造谣说在肃反运动中搞错了七十二万人。她说象“十五贯里过于执这样的人在这里太多。”
此外，她还发表了所谓“统治阶级的局限性”、“人民应该对现实不满”、“中国没有新闻自由”等许多谬论。她说：统治阶级有局限性这个是规律。她说她去年从北京到玉门曾“亲眼”看到沿途工人罢工，玉门油矿运输处还爆发了“小匈牙利事件”。她认为应该鼓励人们对现实不满。
不同的反应
林希翎的这一系列荒谬理论和荒谬的政治观点，对于缺乏政治生活经验的许多青年同学来说，是十分新奇的。我们知道，5月的北京，各高等学校的绝大多数的学生，都怀着一颗积极地帮助党整风的善良的心，有不少人虽然不同意林的论点，但认为整风中应该“知无不言，言无不尽”，而党应该“有则改之，无则加勉”，有些同学们中间还流传着一种错误的观点，好像整风时只能讲坏，不能讲好，只能有批评，不能有反批评。他们并不了解右派是在帮助党整风的美丽幌子下传播反动的谬论的。同时，林希翎在讲演中提供了“表明”党的工作中存在着许多令人触目惊心的黑暗面的“事实”，和打破这种所谓黑暗面的煽动性的政治口号，这就使一部分学生认为林希翎“勇敢、大胆，能独立思考”。
也有少部分人在犹豫。他们听了林希翎捏造的“事实”，有些信以为真，但他们在内心深处不能理解，感到迷惑。他们纷纷要求弄清事实，辨明真相。更多的人是极端愤慨，他们懂得林希翎在散布谬论，要求揭穿这种谬论的实质。
准备反击
在北京城内和西郊的中国人民大学的几十处校舍里，到处可以看到同学们就林希翎的论点进行辩论，甚至在晚上，有些人还在图书馆里翻阅有关书籍，研究林希翎在演讲中所提到的论点。一些熟悉林希翎日常言行的法律系学生们，在一起仔细地对证林希翎在演讲中所列举的所谓“事实”。
由各班级学生自由组合的通常称为自由市场的专题小组更显得十分活跃。法律系顾瑛等十一人组织了林希翎反动观点研究小组，蒙古族学生布仁为了驳斥林希翎的“保密扩大化”，“中国没有新闻自由”等谬论，特地和同学黄子勤等人，一起到图书馆翻阅了列宁、加里宁写的有关报纸阶级性的文章，并重新查阅了政府颁布的“保守国家机密暂行条例”。
彻底打垮
激烈的大论战开始了。从5月29日起，一直到6月下旬，全校学生对林希翎的右派言论共进行了八次大规模的辩论。他们针对林希翎的观点和她所说的“事实”，分别从各个方面加以驳斥。
孙映通同学用马克思主义关于基础与上层建筑的基本原理，驳斥林希翎反动言论的一个基本论点——“我国公有制的基础是好的，但上层建筑需要根本变革”的论点。他说：“在公有制的经济基础逐步建立起来以后，如果上层建筑在八年间很快地变质，如林所说党和国家机关已经变成了一套统治人民、没有民主的官僚机构，那么公有制的基础如何能存在下去呢？”“如果事情竟然象林希翎所说，就只能有两条出路：第一，上层建筑严重阻碍基础的发展，甚至使基础趋于崩溃。第二，人民群众起来推翻上层建筑，重新建立新的适应于公有制基础的上层建筑。然而，这两方面都没有任何象征。”他愤慨地说：“同志们，根据林希翎的论点，我们便无法理解我国的公有制基础怎样建立起来，怎样维持下去和怎样不断巩固的。”而我国的生产力并不是已经停滞不前，更不是被破坏了，恰恰相反，我国的生产力正蓬勃地向前发展。几年来经济建设的伟大成就便是最有力的证明。”
林希翎是从寻找“三害”的根源，引论到必须变革上层建筑，改革政治制度的。许多同学在会上指出“三害”产生的根源是多方面的，其中主要是旧意识对人们的影响，和思想方法的片面性。而这些旧思想旧意识是旧基础旧制度的产物，它们的存在，正是意识落后于存在的反映。他们说：事实和林希翎的论点恰恰相反，党的整风运动正说明了只有社会主义制度才是根除“三害”的物质力量，说明了社会主义制度具有伟大的生命力！林希翎企图从社会主义制度方面寻找三害的根源，是完全错误的。
马列主义研究班学生若素就一国能否建立社会主义问题，指出恩格斯理论和列宁理论都是正确的，他引述了两人所提不同理论的历史条件，说明列宁认为社会主义可以首先在一国取得胜利的理论，已为近五十年来国际共产主义运动实践所证实。
他说：“马克思主义认为生产力是归根结底决定生产关系的因素，但不是直接标志社会性质的因素，直接决定社会性质的是基础与上层建筑，也就是基本的经济制度与政治制度。假如按照林希翎的生产力论来说，那末美国才是社会主义呢！”（台下哄笑）
若素进而论述了没有无产阶级专政就没有社会主义。他说：“外部还有资本主义包围或者是两个阵营对立，国内建成了社会主义公有制，无产阶级专政能不能灭亡呢？当然不能，因为国际帝国主义勾结国内反革命残余势力时时刻刻在企图用武力来颠复我们的国家，所以没有无产阶级专政就没有社会主义。”他又说：“过去考茨基和托洛茨基反对列宁、斯大林时曾经用过这个论点，今天林希翎的不幸，就是教条地抄袭了这个机会主义的论点。”
大家对林希翎利用“鸣”“放”机会，给早为全国人民同声声讨的胡风反革命集团作辩护，特别是她还影射今天党的“百花齐放、百家争鸣”政策是从胡风处剽窃而来，尤为愤慨。马列主义教研室讲师许征帆驳斥了林希翎这种污蔑。他说，党所提出的“百家争鸣、百花齐放”的方针，是在马克思主义指导下的、以发展社会主义文化为目的的方针，而胡风所提出的却是解散文艺界统一组织、分裂作家的团结、宣传资产阶级的文艺思想的主张，两者绝不能混为一谈。而胡风的那种阴谋实现的结果，不外是使文艺界四分五裂，脱离无产阶级思想领导，制造各种反对社会主义和反对党的领导的宗派与集团，为形形色色的资产阶级反动思想的传播打开方便之门。
许征帆还批判了林希翎所说的等级制度，他说：“林希翎把由于人们的才能、劳动、分工而形成的不同的级别与职别，和由过去人们由于对生产资料的占有关系与在社会生产体系中的地位的不同，以及由此反映在法律上的权利和义务的区别而形成的等级制度混为一谈，是多么荒唐可笑啊！”
林希翎的“以党代政”、“我国没有法制”、“肃反扩大化”、“统治阶级的局限性”、“人民应该对现实不满”等许多荒谬论点，都一一在辩论会上受到了痛击。许多同学指出：林希翎所描述的党的现状是根本的歪曲和恶意的诬蔑。林希翎建议的用群众选举来改造党的办法，实际是企图取消中国工人阶级的先锋队——中国共产党，这是中国工人阶级也是全国人民所不能容许的。新闻系学生孙映通说：有各种各样的群众，有先进的群众，也有落后的群众；有劳动人民，也有尚未改造过来的剥削阶级分子。如果按照林希翎的办法来改造党，结果，党就成了一个充满了各种各样群众的大杂院，一个熙熙攘攘，人们来来往往，可以随便从前门进，后门出的大杂院。他问：这是真正爱护党呢？还是想从根本上取消党呢？法律系学生程晓霞说，由于工人阶级与社会的大生产联系，工人阶级也没有剥削阶级那些狭隘的阶级利益，共产党以辩证唯物主义作为自己认识世界的武器，所以他们认识的局限性比起其他阶级来有本质的区别。
法律系同学张燕征分析了1950年和1955年国内的政治形势，她说：没有1950年的镇反，人民政权就不能巩固，没有1955年的肃反，国家建设工作就不能胜利进行。她大声责问“林希翎捏造我们在肃反中搞错了七十二万人，还到处宣传‘肃反扩大化’，根据何在？这是在帮助党整风吗？”
这时同学们纷纷递条质问林希翎所谓肃反中搞错七十二万人的数字的来源。十分狡猾的林希翎这时语塞了，过了好久她才嚅嚅地说：“我们学校不是斗错了一些人吗？我是从这联想到的。”听众们激愤地报以嘘嘘之声。
校长办公室秘书朱真，在辩论会上说明了林希翎用以论证我国没有法制的梁质华案件调查的真相。他访问了梁质华本人和医生。原来梁质华根本不是什么反蒋反美的英雄人物，而是一个精神病患者，解放后他因为继续发病，被公安部门暂时拘留教养。所谓法院对他“施加酷刑”、“逼他自杀”、“往鼻子里灌辣椒水”等全非事实。但是林希翎利用的这个歪曲了的事实，曾经骗取了多少同学的激动和愤慨啊！
在辩论会前后，同学们多方查对事实，发现林希翎有这样一种奇异的本领，她能瞪着眼睛把没有的事说得若有其事，或者用捕风捉影得来的事实，任意加以扩大，或者以一点代替全部，从而引伸出原则性的结论。她所“亲自目睹”的罢工事件，也被和她同行的两位中国青年报记者来信揭露了真相。他们说：从北京到玉门，林希翎一直坐在火车上，怎么就看得见沿途工人罢工呢？林希翎也根本没有到过玉门油矿运输处。一位记者写道：“我倒在运输处住了五天，从来没有听说工人什么时候罢过工，只有三个初中毕业生分配工作不恰当，闹情绪，两天没上班，这也许就是林希翎所说的小匈牙利事件吧！”
在辩论会上，林希翎有时回避大家的问题，提出题外的问题，然后又声明和大家开玩笑。她不耐心听别人的发言，忽而翻看报纸，忽而到门外溜跶，当她对同学们提出的问题无法回答时，就在会还未完就溜出会场了。
完全孤立
曾经为林希翎的论点，特别是为她所列举的揭露共产党的“阴森可怕的事实”所迷惑的极少数同学，象突然见了阳光一样，心里豁然开朗了。
在最初的几次辩论会上，还有一些支持林希翎的人上台讲话。可是后来，到讲台上替林希翎辩论的人日渐稀少，而终于没有一个人上台了。
支持过林希翎的历史系同学童金怀，在一天晚间的辩论会上，知道了林希翎的真面目后，第二天走到副校长聂真面前说：“我错了。”
这篇报道一开始所提到的洪有仲同学，把辩论会看成是生活里难得的一课。在6月17日的一次辩论会上，他沉痛地诉说了自己被林希翎的言论俘虏的经过以及转变的过程。他说：“林希翎胡吹得有声有色的梁质华案件，当时曾激起了我极大的忿怒。我似乎看到现在的监狱都是一片黑暗，我主张释放梁质华……总之，我糊涂了，开始失去平衡，开始以冲动代替了理智……”他说：“林希翎，你挑拨了我和党的关系，在一个时期里削弱了我对党的热爱的程度，我不能不骂你是恶棍。”
是的，在这场暴风雨中，不只是洪有仲误入了迷途。但是，在雨过天晴的时候，从暴风雨中走过来的人，发现他们互相之间是更加谅解，更加靠近了。
揭穿底子
当同学们从理论到事实，一层一层的剖开林希翎的言论的真相时，当曾经给她鼓掌叫好的人对她变得冷淡起来的时候，这位所谓“勇敢的人”却忽然象蜥蜴的皮肤的颜色一样多变、狡猾起来。
梁质华事件的真相被揭明以后，在她的演讲中再也听不到这个例子了。但是，她好像自己一点也没有撒过谎似的。
曾经在青岛市公安机关工作的雷凡同学，在一次辩论会上向同学们介绍了他从事七年多公安工作的体会，介绍了公安部门严肃认真的工作作风，他说：“那时候，我们每逮捕一个反革命，群众不仅高呼共产党、毛主席万岁，而且也高呼派出所万岁，因为是派出所为他们带走了多少年来压在他们头上的坏人。”他问林希翎：“你为反革命喊冤，你为什么不听听群众的声音呢！”林希翎竟然狡诈地说：“如果全国的公安机关都是这样，那天下就太平了。”
林希翎提出的一系列荒谬论点已经站不住脚了。一张张纸条飞上了主席台，同学们要林希翎回答一个共同的问题：在我们的国家里，究竟成绩是主要的，还是错误是主要的？
林希翎最后不能不回答了，她拉长着声调说：“一定要我说，我也会说：成绩是主要的，缺点是次要的”，但是她立刻轻蔑地补充：“这不过是一个教条主义的公式。”
有一度林希翎离开了学校，到右派分子谭惕吾的家里住了一个星期，她在那里同另一个右派分子黄绍竑长谈了几个钟头。
她在会上交代这些关系时，还根据谭惕吾供给的“材料”，攻击说公正话的卢郁文是“小丑”。她还诬蔑目前全国人民反右派的斗争是“党内新右派”“现行三害分子”向反“三害”。“积极分子”的进攻。
林希翎的支持者邬淑荣、李庆时两人在说到林和谭惕吾的一些关系的时候曾谈到：林希翎住在谭家时，还约了她们几个“信徒”到谭家去。谭惕吾对她们谈了许多问题，共谈了四小时。
值得警惕
演讲中她一再说是拥护社会主义的，帮助党整风的。可是，一直到现在，当她的反社会主义的谬论已经被彻底揭穿的时候，她并没有放弃自己的反动论点。27日，还在偷听共青团员们开会的情况，并写了大字报，谩骂在辩论会上驳她的反动言论的人用“无耻的低能的手段”对她“进行陷害”。
她到底赞成什么、追求什么呢？现在请看北京大学学生欧阳周所揭发的林希翎生活中的一个场面吧！
有一次，“百花学社”（北京大学的一个反动小集团）的几个学生在林希翎的宿舍里谈心，当时百花学社的王国卿说：
“要斗争到底，没有自己的刊物不行，斗争是长期的艰巨的复杂的，而整风运动是短期的，因此……”
林希翎接着点头说：
“对，对，十九世纪俄国革命民主主义者给我们提供了这条经验……”
王国卿说：
“刊物要铅印才好，要多印些，要发行到全国。把火点到全国每个角落去。”
林希翎毫不在乎地说：
“我去找‘文艺学习’联系一下，叫他们帮助印刷，发行由我负责。”
×　　　　　　　　×　　　　　　　　×
读者同志们！这就是林希翎。不过，在中国人民大学的六千多学生中，在首都近八万名大学生中，在全国四十多万大学生中间，她是多么孤单，但是她毕竟是生活在我们社会中间的，难道我们不应多深思一下，警惕起来吗？

（新华社29日讯）
此后她被划为右派，留校监督劳动。在将其划为右派的问题上，吴玉章（时任中国人民大学校长）明确表达过不同意见，但未果。曹治雄将秘密报告给林希翎看的事情泄露后，公安部部长罗瑞卿亲自到胡耀邦处对曹治雄进行查问。1958年7月，林希翎被北京市公安局以“反革命罪”逮捕。当时胡耀邦表示不同意逮捕林希翎，但未果。此外，之前曾多次在家中接待过林希翎的中华人民共和国内务部部长谢觉哉也对林希翎抱同情态度，但也未能阻止林希翎被逮捕判刑。曹治雄、吳玉章的外孫蓝其邦、謝覺哉的秘書吉士林均因同林希翎的联系而被打成右派。曹治雄还被撤职遭隔离审查，也结束了同林希翎的恋爱。1959年8月，《北京市中级人民法院刑事判决书（59）中刑反字第451号》以反革命罪判处她有期徒刑15年，剥夺政治权利5年。先在北京草岚子监狱服刑，1969年根据林副主席指示第一号令，被转移到浙江继续服刑。
1973年，毛泽东偶然向吴德问起林希翎“在哪里工作，好不好？ ”当得知林希翎在反右运动后被判处有期徒刑正在服刑后，立即指示释放林希翎并安排工作。1973年，林希翎在浙江提前几个月释放出狱，被安置在金华地区武义县农业机械厂当工人。1973年底与本厂小她10岁的技术员、1970届大学毕业生楼洪钟结婚。
1975年邓小平复出后，林希翎赴北京上访，结果由于正逢反击右倾翻案风而再次被捕，并交原住地革命组织严加看管。1978年，中共中央下达文件宣布摘去全部右派分子的帽子。1979年3月，林希翎赴北京重新提出平反申诉。1979年，胡耀邦先后三次批示要为林希翎平反，但林希翎拒绝了胡耀邦的秘書戴雲提出的寫檢討過關的意见。1979年7月，中共中国人民大学党委作出“复查结论”，列举了林希翎的三条罪状：一是在北京大学、中国人民大学举行六次演讲，公开煽动改变社会制度，二是公布赫鲁晓夫的“秘密报告”，反对斯大林，三是“反对当时中央的整风方针和部署”，并对其作出了“不予改正”的结论。中共中国人民大学党委告诉林希翎，他们本来同意给其改正，但是中共北京市委不同意。中共中国人民大學黨委給中共北京市委的報告中建議对林希翎的右派问题「不改正」，但要求撤销其「反革命罪」的判决。1980年4月21日，中組部、統戰部、公安部、中共北京市委、北京市高级人民法院等五個單位召開聯合會議，商讨林希翎案，主持會議者为中組部副部長楊士杰，胡耀邦親自委托處理林希翎案的中宣部幹部王仲芳、戴零出席會議并介绍了胡耀邦的三次平反批示，但會議結論仍为「不改正，不平反」。据林希翎了解，不改正不平反的原因是原中共北京市委书记彭真等人以及原属公安部部长罗瑞卿系统的人士坚决不同意改正平反。1980年5月13日《北京市高级人民法院通知》称，“经本院复查认为，原判认定的主要事实、定性及适用法律正确，决定驳回申诉，仍维持原判。希望你认罪悔改，彻底转变反革命立场，投身祖国的‘四化’建设。”这样，林希翎成了少数几个“不予改正”的右派分子之一。她也是北京各高校学生右派中惟一一名“不予改正”者。此后，胡耀邦介绍林希翎到浙江省金華市文聯任編輯。

### 旅居法国
1983年，林希翎与楼洪钟离婚，并经胡耀邦請習仲勳批示获准前往香港，逗留三个月后转往法国，后携带两个孩子定居法国。其间，1983年，她拒绝了台湾的国民党政府的网罗。
1984年底，由于父亲的癌症病情恶化，林希翎决定赴台湾探亲。后来大陸災胞救濟總會曾在报纸上称，林希翎将会在记者会上“控诉共产党的暴政”。1985年9月23日，林希翎从法国巴黎飞抵台湾，在机场受到卜乃夫迎接。9月24日，林希翎看望了几十年未见的父亲，次日其父飞往美国治病。此后林希翎应台湾党外人士的邀请作了三场报告，直言批评国民党及蒋介石。她还称，“由于我三十多年来一直生活在大陆，受的是共产党的教育，这两年来又是生活在法兰西，我的思想和说话向来是自由惯了的。我既不是共产党的‘统战工具’，也决不作国民党的‘反共义士’……我关心的是海峡两岸的人民之间，特别是分离的亲人骨肉之间，应当准许自由往来。在这方面我认为共产党的三通政策是得人心的，开明的。 ”中国国民党中央黨部对此十分不满，并担心她同党外人士结合，影响同年11月16日即将举行的县市长选举及省市議員選舉。蒋经国乃嘱咐汪敬煦「你要想辦法，讓她在選舉活動開始前，離開台灣。」后来汪敬煦设法诱使她临时赴香港，台湾国民党政府便禁止其再次入境，变相将其驱逐。
2000年，台湾民主进步党的陈水扁就任中华民国总统，林希翎应邀出席了其總統就職典禮，但公开发表演说反对台独，结果又同台湾的民进党政府不欢而散。
1997年，林希翎18岁的儿子林小翎因在法国笃信科学神教而患上了严重的忧郁症，跳楼自杀身亡。林希翎十分悲痛。2001年，中华人民共和国副主席胡锦涛访问法国，林希翎通过中国驻法国大使馆人员的安排见到了胡锦涛，双方握手并进行了简短的交谈。2002年中华人民共和国国务院总理朱镕基（原为右派）访问法国期间，林希翎作为旅法华人华侨代表受到接见。2003年底至2004年初，林希翎曾经回到中国，继续为自己的平反问题同中国人民大學校長紀寶成及統戰部官員会晤，但未取得成果。
1999年，法国出兵南斯拉夫科索沃，林希翎向法国政府提出抗议，导致自1990年代起一直无条件资助林希翎的法国托洛茨基主义政党劳动人民党停止了对她的资助。
林希翎还是法國中國和平統一促進會顧問，2004年曾到香港参加中國和平統一論壇。
据人民日报报导，2001年，她曾参加过法国侨学界揭批法轮功座谈会。但大纪元则认为，她在香港的退党研讨会上则声明“我儿子的死与法轮功毫无关系”，并指当局歪曲事实。
2009年9月21日（法国当地时间）上午9点半左右，林希翎在巴黎圣·凯米勒医院（Hospital Saint Camille）逝世，终年74岁。
林希翎的一部分骨灰于“头七”那天安葬在巴黎拉雪兹神父公墓，剩下的部分于2010年11月9日安葬在温岭箬横镇太平山公墓，墓碑上刻有林希翎和楼洪钟的名字，因为楼洪钟希望以后去世之后能和林希翎合葬。